# Grigia

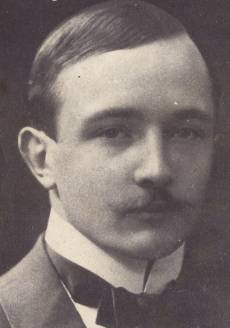
Robert Musil 1900

Grigia è una novella, in parte autobiografica, scritta da Robert Musil sulla base delle annotazioni raccolte nei Diari durante il suo soggiorno del 1915 in Trentino, precisamente nella Valle del Fersina detta anche Valle dei Mocheni, in occasione del primo conflitto mondiale.

## Storia editoriale
Musil ha scritto Grigia fra ottobre e inizio novembre 1921. La novella è stata pubblicata la prima volta nella rivista Der Neue Merkur. Nel 1923 è stata ripubblicata da Müller & Co, con l'aggiunta di alcune acqueforti dell'artista Alfred Zangerl. Nel 1924 è stata pubblicata nel volume Tre donne (Drei Frauen), assieme a La portoghese (Die Portugiesin) e Tonka.

## Trama
L'opera narra la storia di Homo, geologo che, a metà della sua vita, viene chiamato dall'imprenditore Mozart Amadeo Hoffingott a intraprendere una spedizione per la ricerca dell'oro nelle antiche miniere situate nei pressi di Palù del Fersina.
Questo viaggio non avviene solo nello spazio geografico, ma anche nell'anima: è infatti un itinerario emotivo. Incontra Lene Maria Lenzi, una contadina del luogo, di cui diventa l'amante e che soprannominerà Grigia. Con lei vive varie esperienze estatiche, nelle quali sembra ritrovare sé stesso, creando un distacco dalla solitudine e dalla monotonia della sua vita quotidiana. La contadina lo incatena ancor più al suo destino di dissoluzione e morte imminente. In un pomeriggio di autunno Homo si lascia morire dopo l'ultimo incontro con l'amante.
La morte dell'uomo si accompagna e segna anche il mancato raggiungimento dell'obiettivo dell'impresa.

## Personaggi
- Homo: protagonista della novella, è un geologo sposato
- Grigia: contadina, abitante della Valle del Fersina, caratterizzata da una certa passività
- Mozart Amadeo Hofflingot: imprenditore, vecchio amico del protagonista

## Tematiche

### Guerra
La guerra in questa novella è solo un elemento di sfondo. Musil infatti nelle Annotazioni, che stanno alla base del testo, racconta le sue esperienze durante le quali si trova ad operare in un settore del fronte in cui non ci sono combattimenti di rilievo, ma solo scontri di pattuglie. La guerra è vista dall'autore, così come la spedizione mineraria di Homo, il protagonista della novella, come una via di fuga e una liberazione dalla vita borghese. Questa tematica, pur non particolarmente approfondita, emerge come interessante chiave di lettura da varie parti del testo.

### Amore
L'amore è un tema che ricorre in tutta l'opera. Homo si lascia trasportare da questo sentimento vivendolo in due modi differenti. Da una parte vi è l'amore nascente per Grigia, con la quale prova esperienze che cambiano profondamente il suo modo di vivere e di pensare. Tale relazione è il centro del racconto nel quale viene descritta l'esperienza estatica che i due condividono.
(Robert Musil, Grigia)

Dall'altra parte troviamo il sentimento d'amore per la moglie lontana; paradossalmente esso si rafforza grazie al rapporto erotico con l'altra, Grigia.
(Robert Musil, Grigia)

### Natura

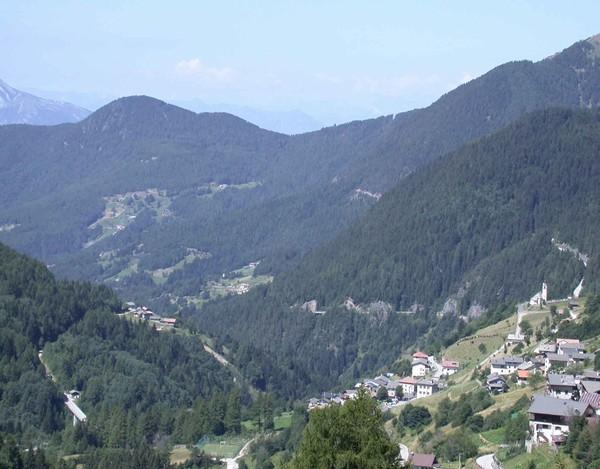
Valle dei Mocheni - Panorama

Descrizioni di boschi, montagne, paesaggi e fiori costituiscono lo scenario incantato del racconto.
(Robert Musil, Grigia)

### Morte
Dopo aver compiuto il suo viaggio, Homo si abbandona ad un destino di dissoluzione e di morte. Essa non suscita in lui più alcun terrore, ma un senso di liberazione, un modo per ricongiungersi alla moglie lontana.